# Canmore Nordic Centre Provincial Park
Der Canmore Nordic Centre Provincial Park ist ein Provinzpark in der kanadischen Provinz Alberta. Er liegt entlang des Trans-Canada Highways, direkt westlich von Canmore und 105 km westlich von Calgary. Der Park hat eine Fläche von 4,5 km² und ist Teil des Kananaskis-Country-Parksystems. Der Park liegt überwiegend im Verwaltungsbezirk des Kananaskis Improvement District sowie zum Teil im Stadtgebiet von Canmore und in der als Alberta’s Rockies bezeichneten Region von Alberta. Bei dem Park handelt es sich um ein Schutzgebiet der IUCN-Kategorie II (Nationalpark).
Das Canmore Nordic Centre wurde ursprünglich für die Olympischen Winterspiele 1988 in Calgary errichtet. Die Biathlon- und Langlaufwettbewerbe sowie die Nordische Kombination wurden hier ausgetragen. 
2005 wurde das Zentrum für den Langlauf-Weltcup und zukünftige internationale Sportanlässe saniert. Im Park gibt es über 60 km Langlauf- und Biathlonstrecken. Das Sommerangebot im Park umfasst über 100 km Wanderwege und Mountainbike-Routen, vier Orientierungslauf-Strecken und einen Discgolfplatz mit 18 Bahnen.
Nachdem der Biathlon-Weltcup für die Wettkämpfe in der Saison 1993/94 im Canmore Nordic Centre zu Gast war, kehrte er für die Wettkämpfe in der Saison 2015/16 zurück.

## Einzelnachweise

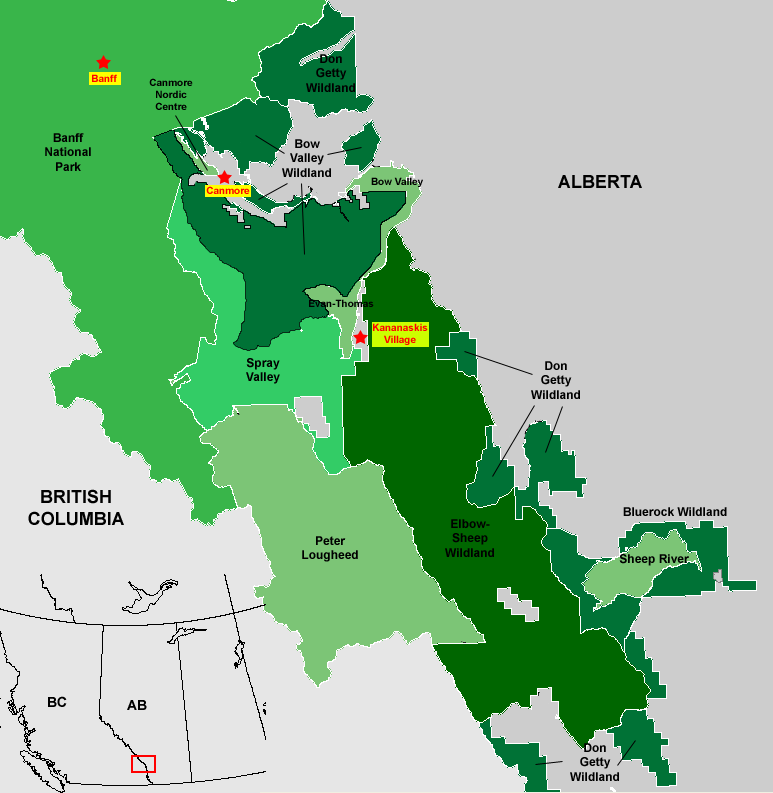
Lage des Parks im Kananaskis Country